# ستاد فرماندهی یکم نیروهای ویژه (هوابرد)
ستاد فرماندهی یکم نیروهای ویژه (انگلیسی: 1st Special Forces Command) یک ستاد فرماندهی نیروهای عملیات ویژه در سطح لشکر در ستاد فرماندهی عملیات ویژه نیروی زمینی ایالات متحده آمریکا است. این ستاد در سال ۱۹۸۹ تأسیس و در سال ۲۰۱۴ مجدداً سازماندهی شد و نیروهای ویژه (با نام مستعار "کلاه سبز")، نیروهای عملیات روانی، امور غیرنظامی، و نیروهای پشتیبانی را تحت یک ستاد منسجم گرد هم آورد. مقر این ستاد در  فورت لیبرتی در کارولینای شمالی قرار دارد.

## مأموریت

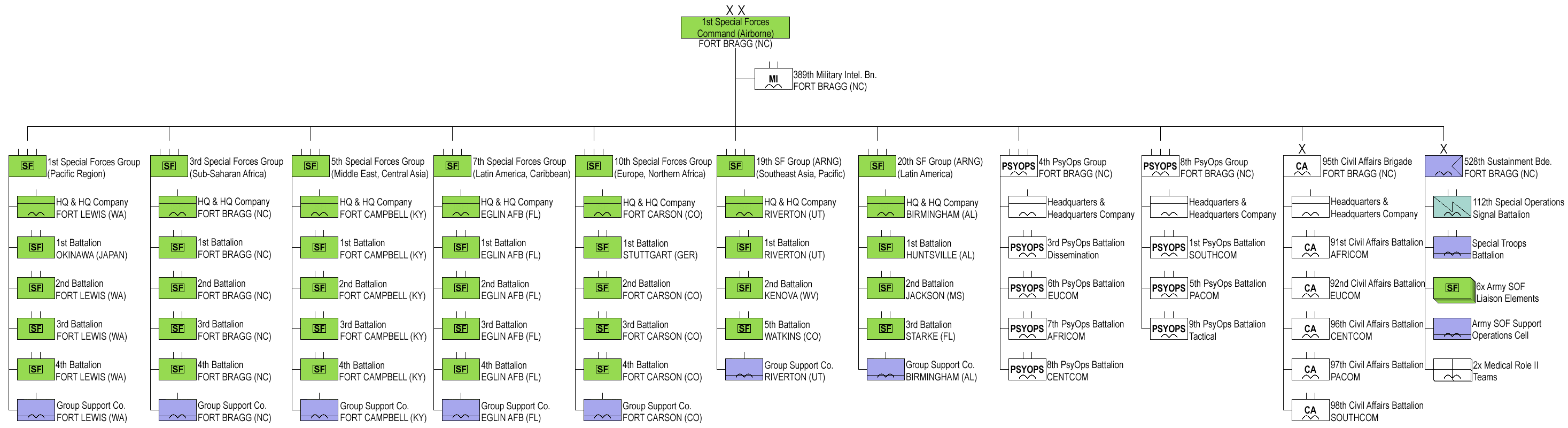
ساختار ستاد فرماندهی یکم نیروهای ویژه (هوابرد) در سال ۲۰۲۰

مأموریت این ستاد سازماندهی، تجهیز، آموزش و تأیید نیروها برای انجام طیف کاملی از عملیات‌های ویژه در پشتیبانی از ستاد فرماندهی عملیات ویژه ایالات متحده، فرماندهی‌های مناطق جغرافیایی، سفرای آمریکا، و سایر سازمان‌های دولتی است. فرماندهی جدید شامل هر هفت گروه نیروهای ویژه (شامل پنج گروه فعال و دو گروه گارد ملی ارتش)، دو گروه عملیات روانی، یک تیپ امور غیرنظامی و یک تیپ نگهداری و پشتیبانی است. فرماندهی این توانایی را دارد که به سرعت یک ستاد در سطح بالا را برای اجرای رشته عملیات‌های پایدار و غیر متعارف در میدان‌های جنگ خارجی مستقر کند.
| ستاد فرماندهی یکم نیروهای ویژه (هوابرد)              | ستاد فرماندهی یکم نیروهای ویژه (هوابرد) | ستاد فرماندهی یکم نیروهای ویژه (هوابرد) |
| نام                                                  | ستاد فرماندهی                           | ساختار و هدف |
| ---------------------------------------------------- | --------------------------------------- | --- |
| نیروهای ویژه                                         | مختلف                                   | هر گروه نیروهای ویژه برای استقرار و اجرای ۹ مأموریت طراحی شده‌است: جنگ غیر متعارف، دفاع ملی خارجی، اقدام مستقیم، مقابله با شورش، شناسایی ویژه، ضدتروریسم، عملیات اطلاعاتی، مقابله با ترویج جنگ‌افزار کشتارجمعی و کمک امنیتی از طریق هفت گروه متمرکز جغرافیایی: - گروه یکم نیروهای ویژه (هوابرد) (فرماندهی اقیانوس هند-آرام ایالات متحده آمریکا) - گروه سوم نیروهای ویژه (هوابرد) (ستاد فرماندهی آفریقای ایالات متحده آمریکا) - گروه پنجم نیروهای ویژه (هوابرد) (ستاد فرماندهی مرکزی ایالات متحده آمریکا) - گروه هفتم نیروهای ویژه (هوابرد) (ستاد فرماندهی جنوبی ایالات متحده آمریکا) - گروه دهم نیروهای ویژه (هوابرد) (ستاد فرماندهی اروپایی ایالات متحده آمریکا) - گروه نوزدهم نیروهای ویژه (هوابرد) (گارد ملی ارتش) (ستاد فرماندهی اقیانوس هند-آرام و ستاد فرماندهی مرکزی) - گروه بیستم نیروهای ویژه (هوابرد) (گارد ملی ارتش) (ستاد فرماندهی جنوبی)                                                                    |
| گروه‌های عملیات روانی                                 | فورت لیبرتی، کارولینای شمالی            | همکاری با کشورهای خارجی برای القا یا تقویت رفتار مطلوب برای اهداف ایالات متحده از طریق دو گروه عملیاتی که نیروهای عملیات روانی عملیات ویژه مقیاس پذیر، منطقه گرا و از نظر فرهنگی زیرک برای فرماندهان رزمی، سفرای ایالات متحده و سایر سازمان‌ها ارائه می‌کنند. مأموریت آنها مشاوره، برنامه‌ریزی، توسعه، همگام سازی، ارائه و ارزیابی عملیات پشتیبانی اطلاعات نظامی و سایر قابلیت‌های مرتبط با اطلاعات در طیف وسیعی از عملیات‌های نظامی است. - گروه چهارم عملیات‌های روانی (هوابرد) - گردان سوم عملیات‌های روانی (هوابرد) (انتشار) - گردان ششم عملیات‌های روانی (هوابرد) (فرماندهی اروپایی) - گردان هفتم عملیات‌های روانی (هوابرد) (فرماندهی آفریقایی) - گردان هشتم عملیات‌های روانی (هوابرد) (فرماندهی مرکزی) - گروه هشتم عملیات‌های روانی (هوابرد) - گردان یکم عملیات‌های روانی (هوابرد) (فرماندهی جنوبی) - گردان پنجم عملیات‌های روانی (هوابرد) (فرماندهی اقیانوس هند-آرام) - گردان نهم عملیات‌های روانی (هوابرد) (راهنکشی/تاکتیکال) |
| تیپ ۹۵ امور غیرنظامی (عملیات‌های ویژه) (هوابرد)       | فورت لیبرتی، کارولینای شمالی            | تیپ ۹۵ فرماندهان نظامی و سفرای ایالات متحده آمریکا را قادر می‌سازد تا با مقابله با کنترل دشمن و بهبود کنترل شرکای خود بر مردم، به اهداف ملی دست یابند. تیپ ۹۵ به عنوان عضوی از تیم ARSOF و از طریق روابط خود با وزارت امور خارجه، سازمان‌های دولتی و غیردولتی و جمعیت‌های محلی از طریق پنج گردان متمرکز جغرافیایی این کار را انجام می‌دهد: - گردان نود و یکم امور غیرنظامی (هوابرد) (فرماندهی آفریقایی) - گردان نود و دوم امور غیرنظامی (هوابرد) (فرماندهی اروپایی) - گردان نود و ششم امور غیرنظامی (هوابرد) (فرماندهی مرکزی) - گردان نود و هفتم امور غیرنظامی (هوابرد) (فرماندهی اقیانوس هند-آرام) - گردان نود و هشتم امور غیرنظامی (هوابرد) (فرماندهی جنوبی) |
| تیپ ۵۲۸ پشتیبانی و پایداری (عملیات‌های ویژه) (هوابرد) | فورت لیبرتی، کارولینای شمالی            | تیپ ۵۲۸، تدارکات پایدار، پشتیبانی مخابرات و مراقبت‌های پزشکی را برای نیروهای عملیات ویژه نیروی زمینی (RSOF) و عناصر مشترک در سراسر جهان فراهم می‌کند. - گردان ۱۱۲ مخابرات عملیات‌های ویژه (هوابرد) - گردان ۳۸۹ اطلاعات نظامی (هوابرد)—اختصاص داده‌شده به معاونت اطلاعات ستاد فرماندهی یکم هوابرد - گردان ۵۲۸ پشتیبانی - عملیات‌های پشتیبانی |